# Coris aygula
Coris aygula Lacépède, 1801 è un pesce di acqua salata appartenente alla famiglia Labridae.

## Habitat e Distribuzione
Proviene dalle barriere coralline dell'oceano Indiano e dell'oceano Pacifico; ma si trova anche nel Mar Rosso, da Seychelles, Chagos, Riunione, Aldabra e lungo le coste del Sudafrica e dell'Africa orientale, in particolare di Mozambico, Somalia, Tanzania ed Eritrea. Nuota spesso in zone ricche di coralli o con il fondo sabbioso in acque la cui profondità varia dai 2 ai 30 m. Gli esemplari giovanili si possono trovare pure nelle pozze di marea.

## Descrizione

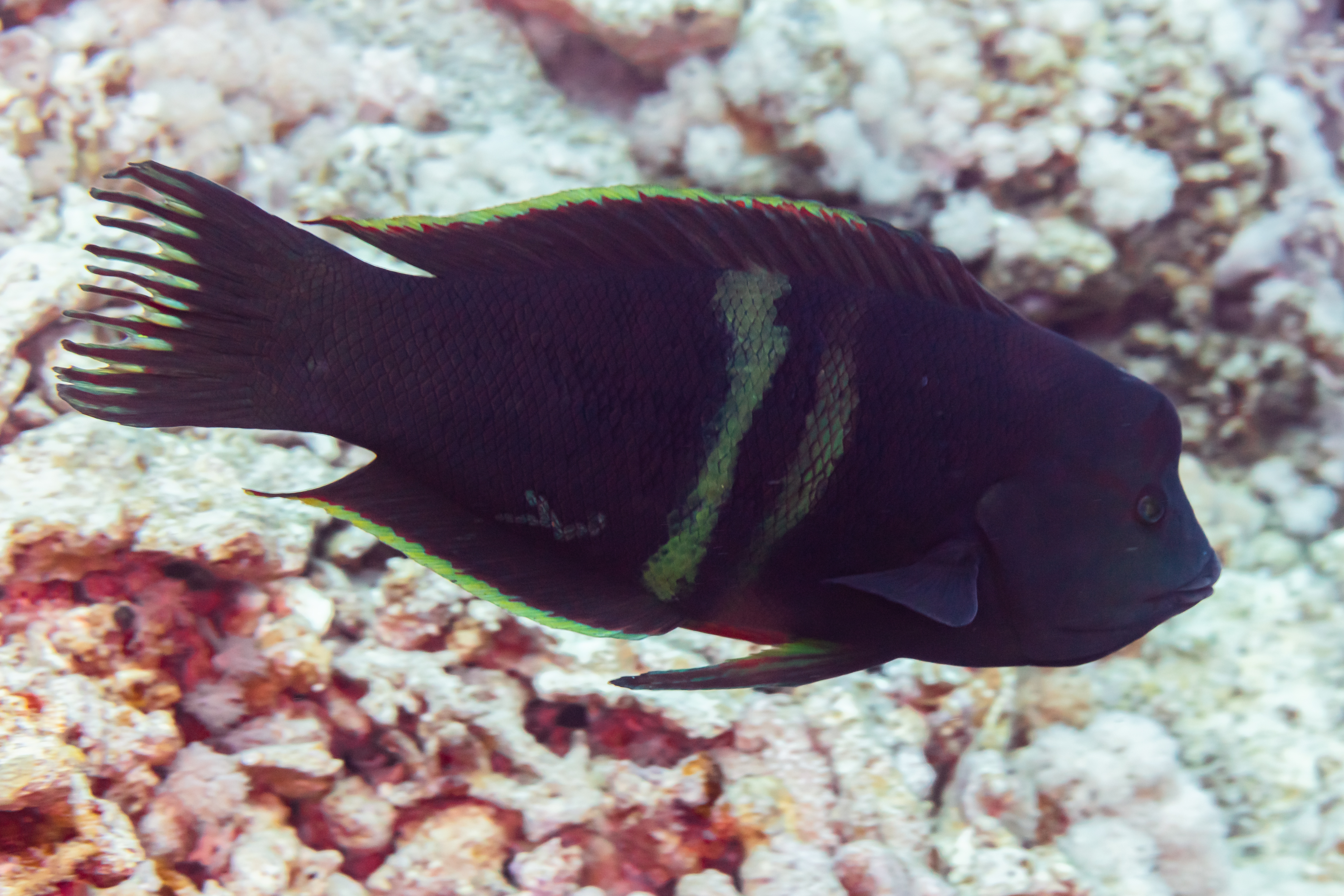
Maschio adulto

Presenta un corpo abbastanza compresso lateralmente, allungato e piuttosto alto, la cui lunghezza si aggira intorno ai 70–120 cm. Durante la vita del pesce, l'aspetto varia notevolmente: i giovani sono prevalentemente bianchi o rosati e hanno la testa dal profilo appuntito, coperta da piccole macchie scure. La pinna dorsale e la pinna anale sono basse e lunghe, prevalentemente nere con il bordo bianco. La pinna caudale è degli stessi colori e ha il margine arrotondato. Sulla pinna dorsale sono presenti degli ocelli neri bordati di bianco, e sul dorso due ampie macchie arancioni semicircolari.
I maschi adulti, invece, hanno una colorazione quasi uniformemente di un verde-bluastro molto scuro, con una fascia verticale più chiara, abbastanza ampia ed a volte biancastra, circa a metà del corpo. Con la crescita la pinna caudale assume una forma diversa, con i raggi filamentosi, mentre le pinne pelviche si allungano. La pinne dorsale e la pinna anale sono uniformemente grigie, di solito della stessa tonalità del corpo, senza macchie, anche se i primi raggi della pinna dorsale possono a volte essere allungati. I maschi adulti presentano inoltre una gobba più o meno accentuata sulla fronte. È una specie abbastanza longeva, che può arrivare all'età di 16 anni.

## Biologia

### Comportamento
Gli adulti sono generalmente solitari, mentre è relativamente facile trovare gli esemplari più giovani in banchi.

### Alimentazione
La sua dieta è prevalentemente carnivora e include varie specie di invertebrati acquatici, in particolare di quelli dotati di guscio, come molluschi chitoni e gasteropodi. Si nutre anche di crostacei, in particolare di anfipodi (Gammaridea), isopodi e granchi, ed echinodermi come per esempio stelle marine e ricci di mare come Echinometra mathaei.

### Riproduzione

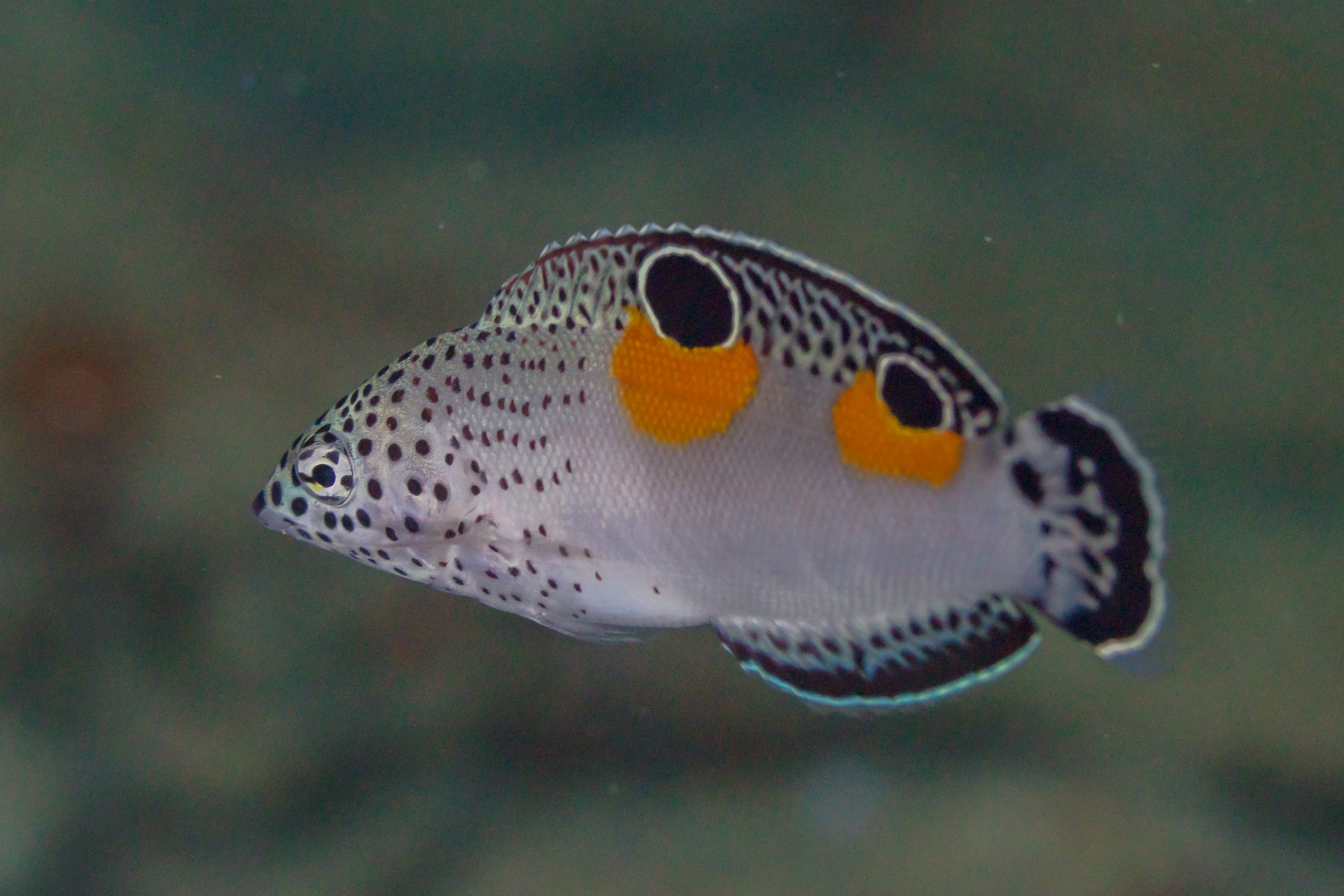
Esemplare giovanile nel Mar Rosso

È una specie ovipara e la fecondazione è esterna. È probabilmente ermafrodita; gli esemplari più grossi sono maschi. Per la riproduzione i pesci si uniscono in gruppi formati solitamente da diverse femmine e un solo maschio. Dopo che le uova sono state deposte lungo il barriera corallina, non ci sono cure parentali.

## Conservazione
La lista rossa IUCN classifica questa specie come "a rischio minimo" (LC) perché, nonostante non sia particolarmente comune, è abbastanza diffusa, e non sono presenti particolari minacce a parte la pesca sportiva ed un'occasionale pesca per l'acquariofilia. Viene anche pescata per essere mangiata, e la sua popolazione potrebbe in futuro incontrare situazioni simili a quelle di altri labridi di grandi dimensioni come Lachnolaimus maximus, Choerodon schoenleinii e Cheilinus undulatus. È abbastanza comune negli acquari pubblici.